# فهرست شهرهای ایلینوی
فهرست شهرهای ایالت ایلینوی به شرح زیر است:

## A
- ابینگدون، ایلینوی
- آلبیون، ایلینوی
- الیدو، ایلینوی
- آلتامونت، ایلینوی
- آلتون، ایلینوی
- امبوی، ایلینوی
- آنا، ایلینوی
- آرکولا، ایلینوی
- اشلی، ایلینوی
- اسامپشن، ایلینوی
- اتنز، ایلینوی
- آتلانتا، ایلینوی
- اوبن، ایلینوی
- آرورا، ایلینوی
- ایوا، ایلینوی

## B
- Barry
- بتیویا، ایلینوی
- بیردزتاون، ایلینوی
- بلویل، ایلینوی
- بلویدر، ایلینوی
- بنلد، ایلینوی
- Benton
- بروین، ایلینوی
- بلومینگتون، ایلینوی
- بلو آیلند، ایلینوی
- بریدوود، ایلینوی
- بریز، ایلینوی
- بریج‌پورت، ایلینوی
- بروک‌پورت، ایلینوی
- بانکر هیل، ایلینوی
- بوربانک، ایلینوی
- بوشنل، ایلینوی
- بایرون، ایلینوی

## C
- قاهره، ایلینوی
- کالومی‌سیتی، ایلینوی
- کانتون، ایلینوی
- کاربوندیل، ایلینوی
- کارلینویل، ایلینوی
- کارلایل، ایلینوی
- کارمی، ایلینوی
- کارولتون، ایلینوی
- کارترویل، ایلینوی
- کارتج، ایلینوی
- کیسی، ایلینوی
- سنتریلیا، ایلینوی
- سنترویل، ایلینوی
- شمپین، ایلینوی
- چارلزتون، ایلینوی
- چنوآ، ایلینوی
- چستر، ایلینوی
- شیکاگو
- شیکاگو هایتز، ایلینوی
- چیلیکسی، ایلینوی
- کریسمن، ایلینوی
- کریستوفر، ایلینوی
- کلینتون، ایلینوی
- کافین، ایلینوی
- کلچستر، ایلینوی
- کلینزویل، ایلینوی
- کلونا، ایلینوی
- Columbia
- کانتری کلاب هیلز، ایلینوی
- کانتری‌ساید، ایلینوی
- کریل‌اسپرینگز، ایلینوی
- کرست‌هیل، ایلینوی
- کریستال‌لیک، ایلینوی
- کیوبا، ایلینوی

## D
- دالاس‌سیتی، ایلینوی
- دنویل، ایلینوی
- دارین، ایلینوی
- دیکیتور، ایلینوی
- دکالب، ایلینوی
- دلاوان، ایلینوی
- دس‌پلینز، ایلینوی
- دیکسون، ایلینوی
- دوکوئین، ایلینوی

## E
- ارلویل، ایلینوی
- ایست دابیوک، ایلینوی
- ایست مولین، ایلینوی
- ایست پیوریا، ایلینوی
- ایست سنت لوئیس، ایلینوی
- ادواردزویل، ایلینوی
- افینگ‌هام، ایلینوی
- ال‌پاسو، ایلینوی
- الدورادو، ایلینوی
- الگن، ایلینوی
- المهرست، ایلینوی
- Elmwood
- یوریکا، ایلینوی
- اوانستون، ایلینوی

## F
- فیربری، ایلینوی
- فیرفیلد، ایلینوی
- فیرویو هایتز، ایلینوی
- فارمرسیتی، ایلینوی
- فارمینگتون، ایلینوی
- Flora
- فری‌پورت، ایلینوی
- فولتون، ایلینوی

## G
- جلینا، ایلینوی
- گیلزبرگ، ایلینوی
- گلوا، ایلینوی
- جنسو، ایلینوی
- ژنو، ایلینوی
- جنوآ، ایلینوی
- جورجتاون، ایلینوی
- گیبسون‌سیتی، ایلینوی
- گلسپی، ایلینوی
- گیلمن، ایلینوی
- جرارد، ایلینوی
- گلکندا، ایلینوی
- گرافتون، ایلینوی
- گرند تاور، ایلینوی
- Granite City
- گری‌ویل، ایلینوی
- گرین‌فیلد، ایلینوی
- گرین‌ویل، ایلینوی
- گریگزویل، ایلینوی

## H
- همیلتون، ایلینوی
- هریزبرگ، ایلینوی
- هاروارد، ایلینوی
- هاروی، ایلینوی
- هاوانا، ایلینوی
- هنری، ایلینوی
- هرین، ایلینوی
- هیکوری هیلز، ایلینوی
- هایلند، ایلینوی
- هایلند پارک، ایلینوی
- Highwood
- هیلزبرو، ایلینوی
- همتاون، ایلینوی
- هوپستون، ایلینوی
- هرست، ایلینوی

## J
- جکسون‌ویل، ایلینوی
- جرزی‌ویل، ایلینوی
- جانسون‌سیتی، ایلینوی
- جولیت، ایلینوی
- جانزبرو، ایلینوی

## K
- کانکاکی، ایلینوی
- کیسبرگ، ایلینوی
- کیونی، ایلینوی
- کینموندی، ایلینوی
- ناکسویل، ایلینوی

## L
- لاهارپ، ایلینوی
- لکان، ایلینوی
- لیک فورست، ایلینوی
- لانرک، ایلینوی
- LaSalle
- لارنسویل، ایلینوی
- لوروی، ایلینوی
- لبنان، ایلینوی
- لیلاندگرو، ایلینوی
- لوییزتاون، ایلینوی
- لکسینگتون، ایلینوی
- لینکولن، ایلینوی
- لیچ‌فیلد، ایلینوی
- لاک‌پورت، ایلینوی
- لاوز پارک، ایلینوی

## M
- ماکوم، ایلینوی
- ماکون، ایلینوی
- مادیسون، ایلینوی
- مارنگو، ایلینوی
- ماریون، ایلینوی
- مارکهم، ایلینوی
- ماروآ، ایلینوی
- مارکت هایتس، ایلینوی
- مارسیه، ایلینوی
- مارشال، ایلینوی
- مارتینز ویل، ایلینوی
- Mascoutah
- میسون‌سیتی، ایلینوی
- متون، ایلینوی
- مک‌هنری، ایلینوی
- مکلینز بورو، ایلینوی
- مندوتا، ایلینوی
- متروپولیس، ایلینوی
- مینانک، ایلینوی
- Moline
- مومنس، ایلینوی
- مون‌موث، ایلینوی
- مونتیسلو، ایلینوی
- موریس، ایلینوی
- موریسون، ایلینوی
- موند سیتی، ایلینوی
- موندز، ایلینوی
- مونت‌کارمل، ایلینوی
- مونت‌کارول، ایلینوی
- مونت‌الیو، ایلینوی
- Mount Pulaski
- مونت‌استرلینگ، ایلینوی
- Mount Vernon
- مورفیس‌بورو، ایلینوی

## N
- ناپرس‌ویل، ایلینوی
- ناش‌ویل، ایلینوی
- ناسون، ایلینوی
- نائوو، ایلینوی
- نئوگا، ایلینوی
- نیو بوستون، ایلینوی
- نیومن، ایلینوی
- نیوتون، ایلینوی
- نوکومیس، ایلینوی
- نورث‌شیکاگو، ایلینوی
- نورث‌لیک، ایلینوی

## O
- اوفالون، ایلینوی
- اوک‌فارست، ایلینوی
- اوک‌تراس، ایلینوی
- اوک‌لند، ایلینوی
- اوگلسبی، ایلینوی
- اولنی، ایلینوی
- اونیدا، ایلینوی
- ارگون، ایلینوی
- ارینت، ایلینوی
- اتاوا، ایلینوی

## P
- پالوس‌هایتس، ایلینوی
- پالوس‌هیلز، ایلینوی
- پانا، ایلینوی
- پاریس، ایلینوی
- پارک‌سیتی، ایلینوی
- پارک‌ریج، ایلینوی
- پاکستون، ایلینوی
- پکین، ایلینوی
- پئوریا، ایلینوی
- پرو، ایلینوی
- پترزبورگ، ایلینوی
- پینک‌نویل، ایلینوی
- پیتس‌فیلد، ایلینوی
- پلانو، ایلینوی
- پولو، ایلینوی
- پنتیاک، ایلینوی
- پرینستون، ایلینوی
- پرافتستون، ایلینوی
- پراسپکت‌هایتس، ایلینوی

## Q
- کوئینسی، ایلینوی

## R
- رد باد، ایلینوی
- رابینسون، ایلینوی
- Rochelle
- راک‌فالز، ایلینوی
- راک‌آیلند، ایلینوی
- راک‌فورد، ایلینوی
- رولینگ‌مدوز، ایلینوی
- رودهوس، ایلینوی
- روزی‌کلر، ایلینوی
- راش‌ویل، ایلینوی

## S
- سنت چارلز، ایلینوی
- سنت المو، ایلینوی
- سان فرانسویل، ایلینوی
- سالم، ایلینوی
- ساندویچ، ایلینوی
- ساوانا، ایلینوی
- سسر، ایلینوی
- شاونیتون، ایلینوی
- شلبی‌ویل، ایلینوی
- سیلویس، ایلینوی
- سوث‌بلویت، ایلینوی
- اسپارتا، ایلینوی
- Spring Valley
- اسپرینگ‌فیلد، ایلینوی
- استانتون، ایلینوی
- استرلینگ، ایلینوی
- استریتور، ایلینوی
- سولیوان، ایلینوی
- سامنر، ایلینوی
- سیکامور، ایلینوی

## T
- تیلور ویل، ایلینوی
- تولوکا، ایلینوی
- تولون، ایلینوی
- ترنتون، ایلینوی
- تروی، ایلینوی
- توسکولا، ایلینوی

## U
- Urbana

## V
- واندالیا، ایلینوی
- ونیز، ایلینوی
- وین، ایلینوی
- ویا گرو، ایلینوی
- ویردن، ایلینوی
- ویرجینیا، ایلینوی

## W
- واماک، ایلینوی
- وارن‌ویل، ایلینوی
- ورشو، ایلینوی
- واشینگتون، ایلینوی
- واترلو، ایلینوی
- واتسه‌کا، ایلینوی
- وائوکگان، ایلینوی
- واورلی، ایلینوی
- ونونا، ایلینوی
- وست شیکاگو، ایلینوی
- وست فرانکفورت، ایلینوی
- وست پئوریا، ایلینوی
- وئاتون، ایلینوی
- وایت هال، ایلینوی
- ویلمینگتون، شهرستان ویل، ایلینوی
- وینچستر، ایلینوی
- ویندسور، شهرستان شلبی، ایلینوی
- ویت، ایلینوی
- وود دال، ایلینوی
- وود ریور، ایلینوی
- وودستوک، ایلینوی
- وایومینگ، ایلینوی

## Y
- Yorkville

## Z
- زایگلر، ایلینوی
- زیون، ایلینوی

## پرجمعیت‌ترین مکان‌ها

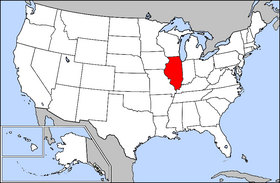
Map of USA & Illinois

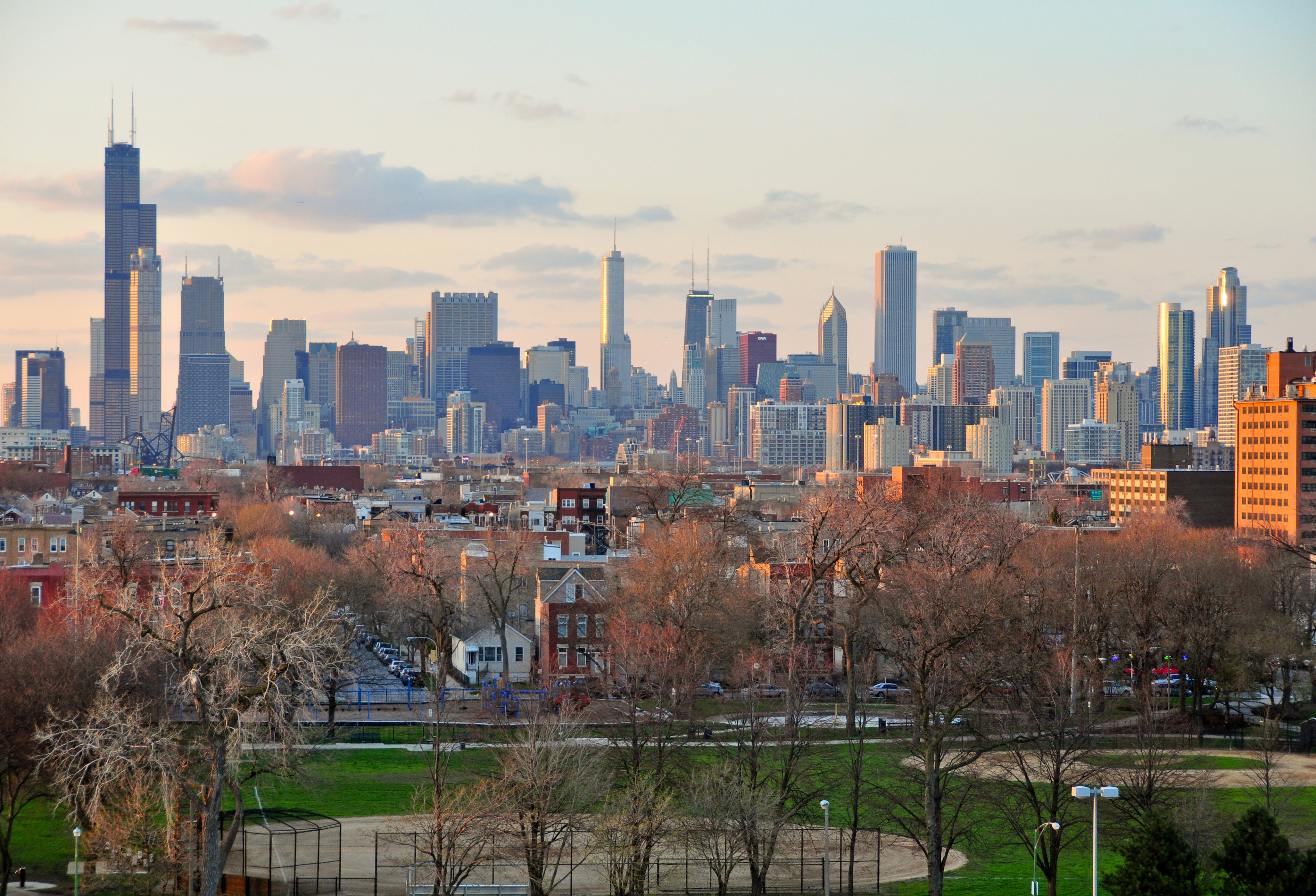
1 - Chicago, Largest city of ایلی‌نوی

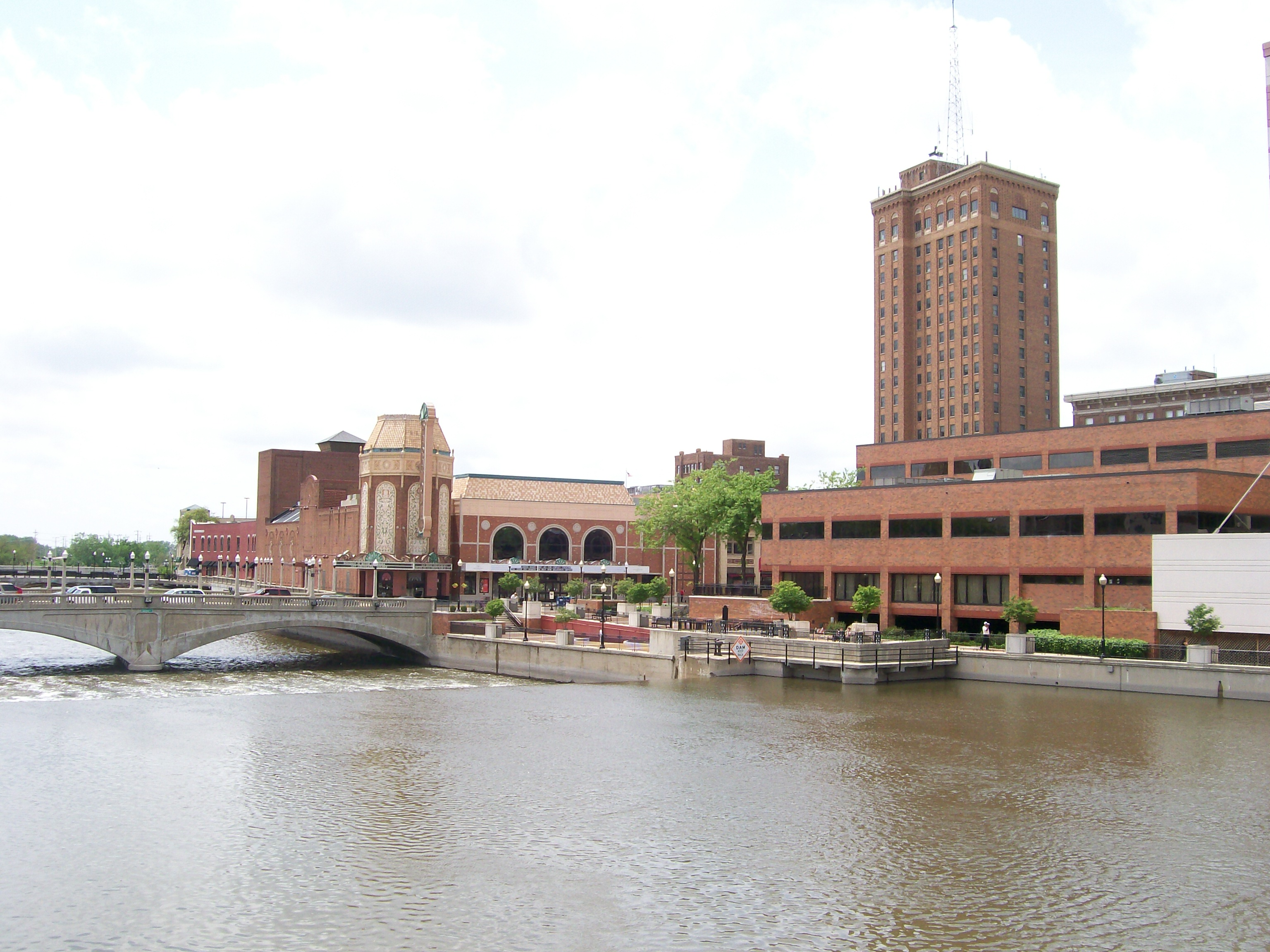
2 - آرورا، ایلینوی

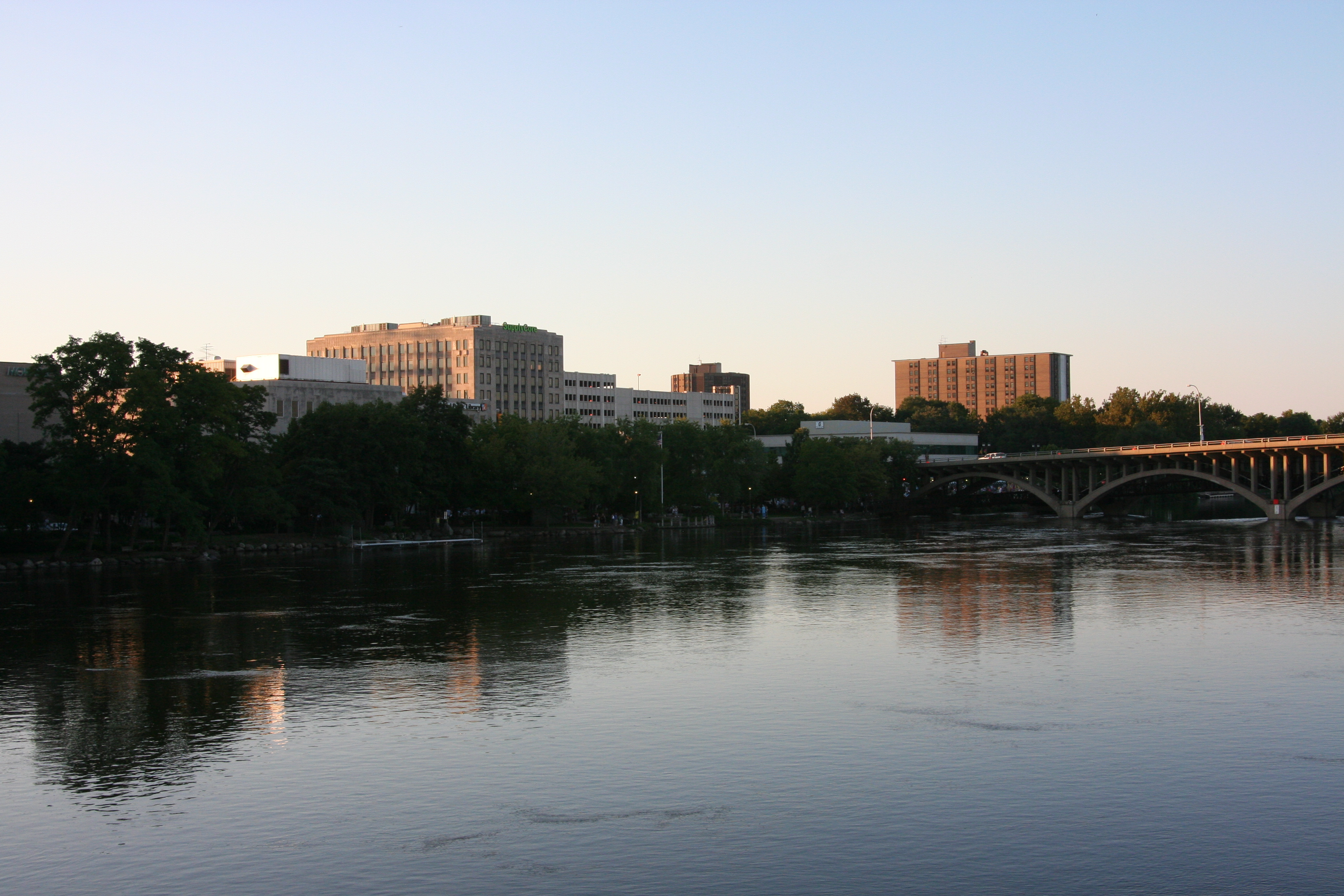
3 - راک‌فورد، ایلینوی

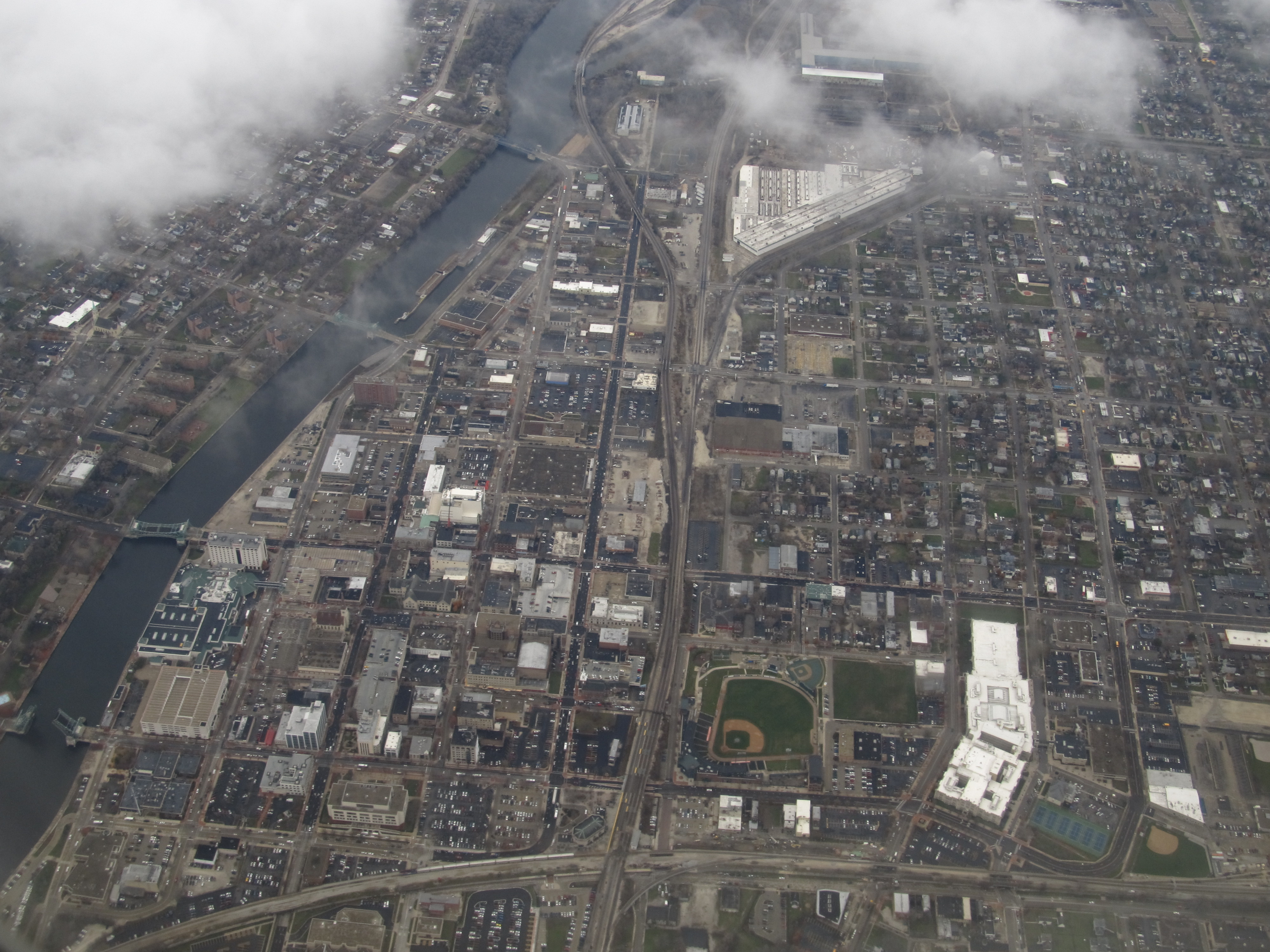
4 - جولیت، ایلینوی

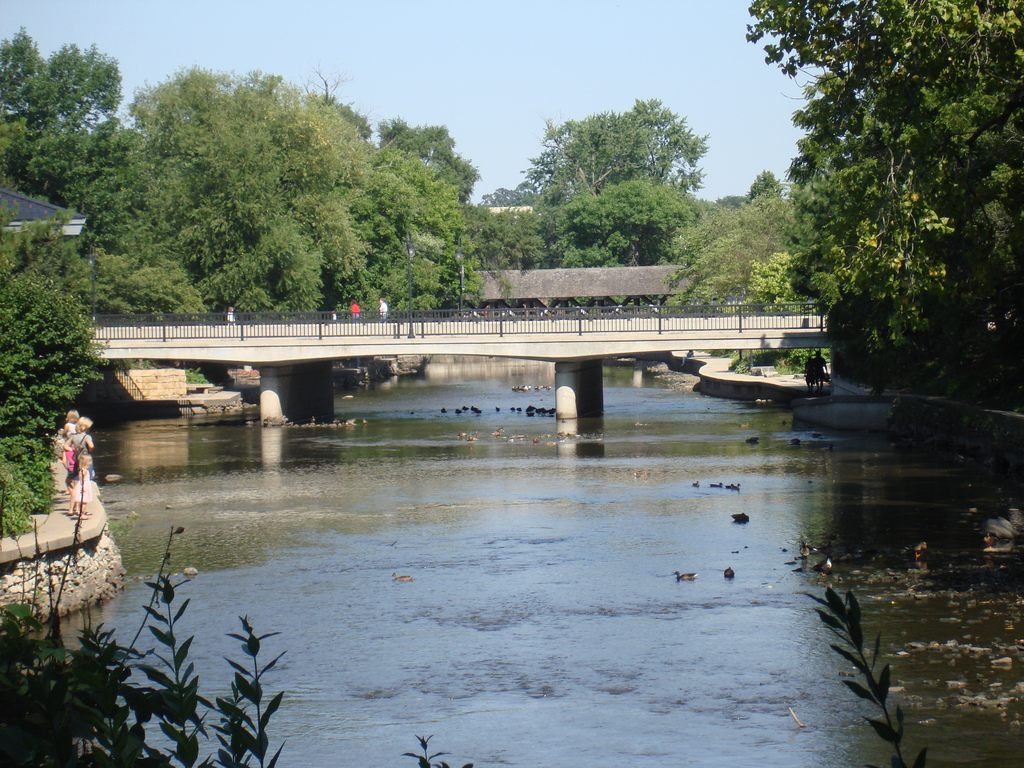
5 - ناپرس‌ویل، ایلینوی

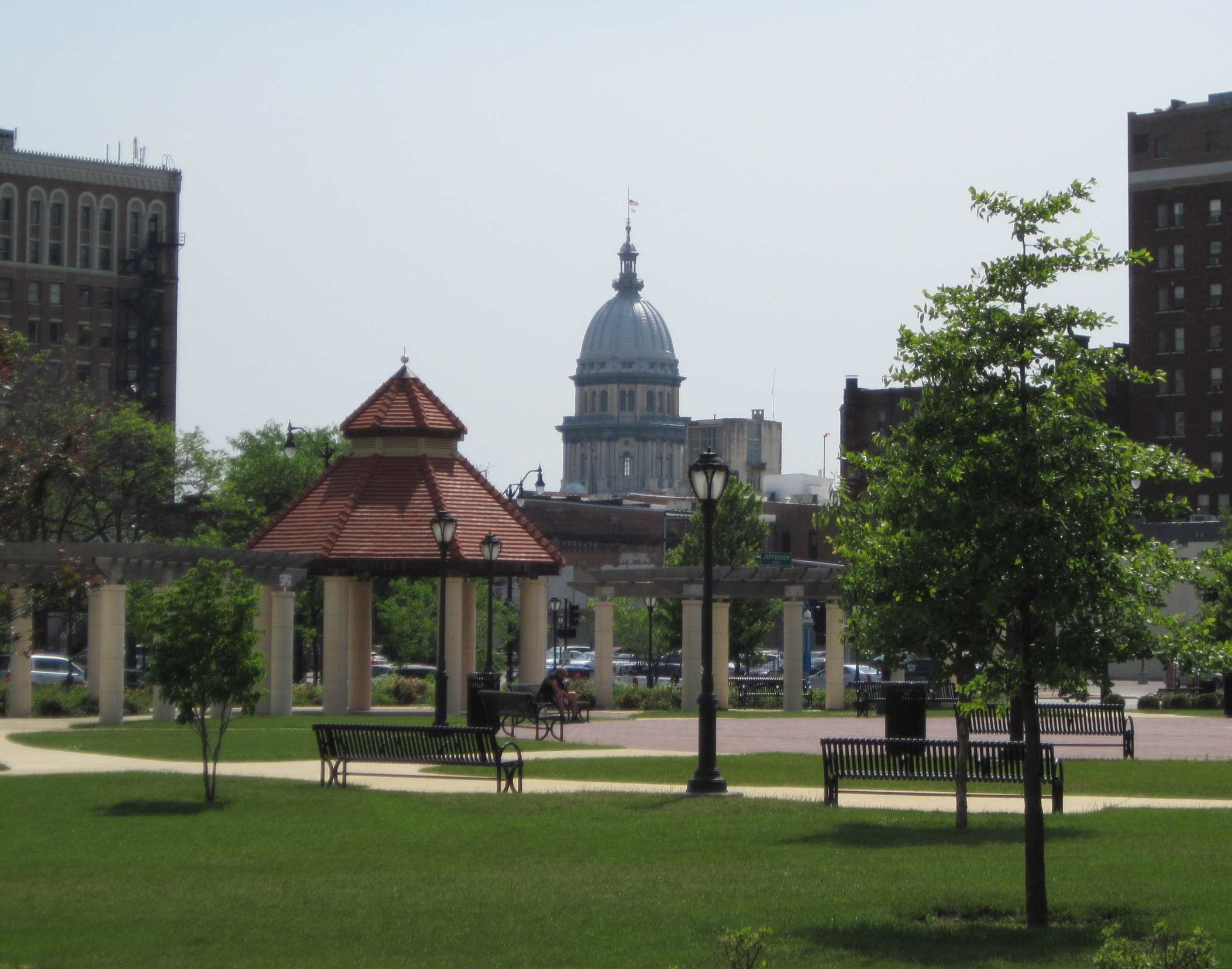
6 - اسپرینگ‌فیلد، ایلینوی

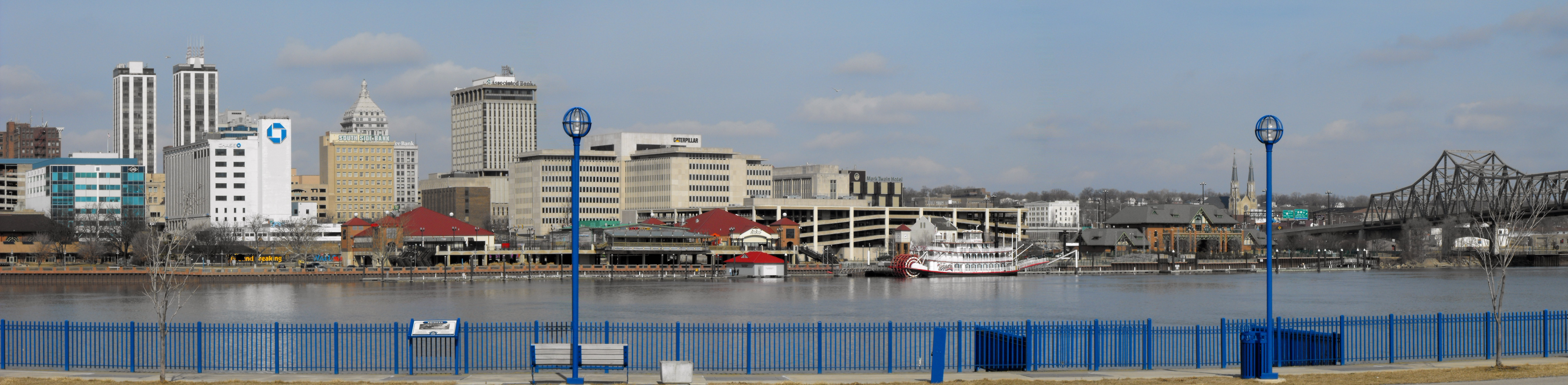
7 - پئوریا، ایلینوی

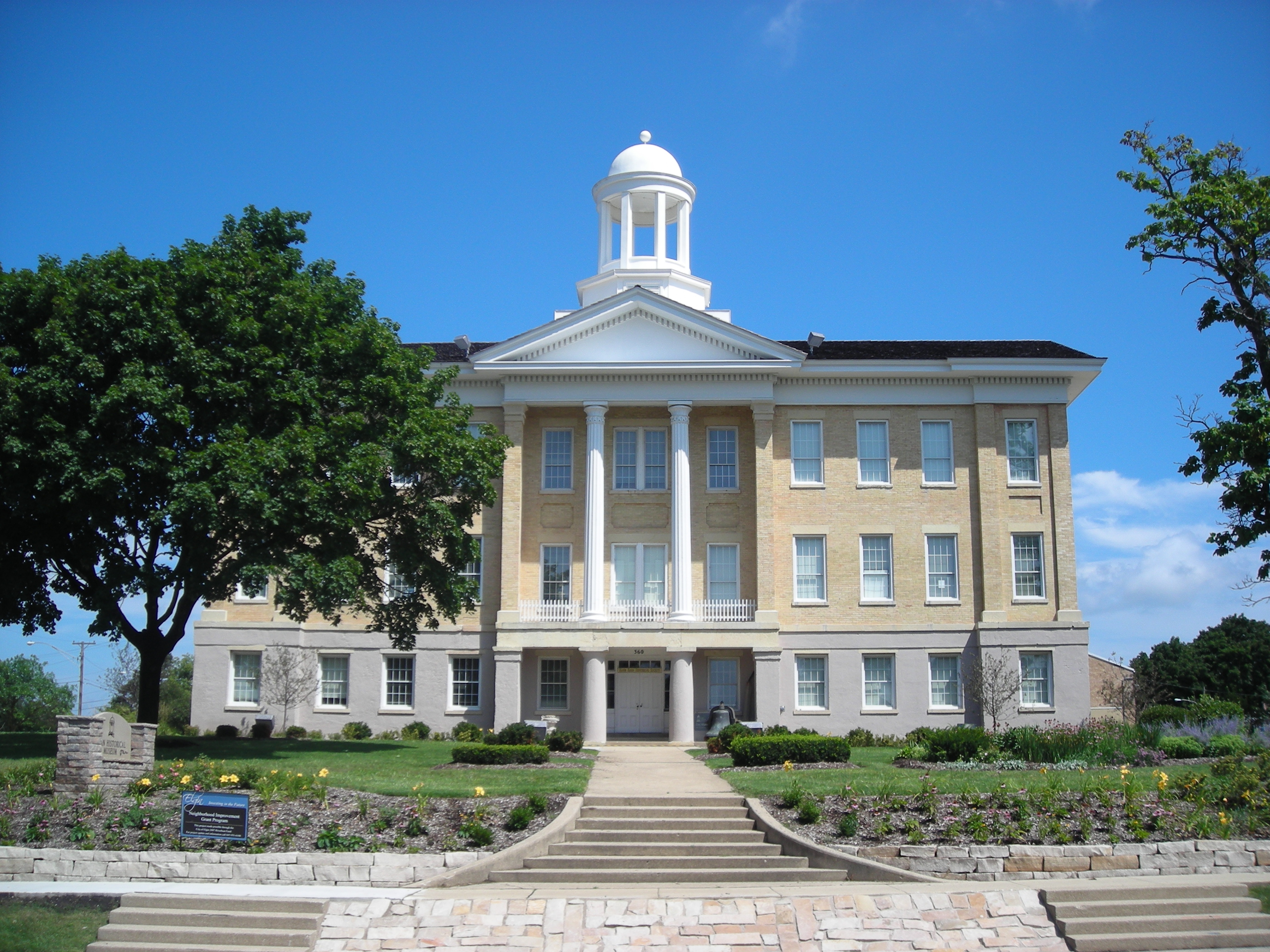
8 - الگن، ایلینوی

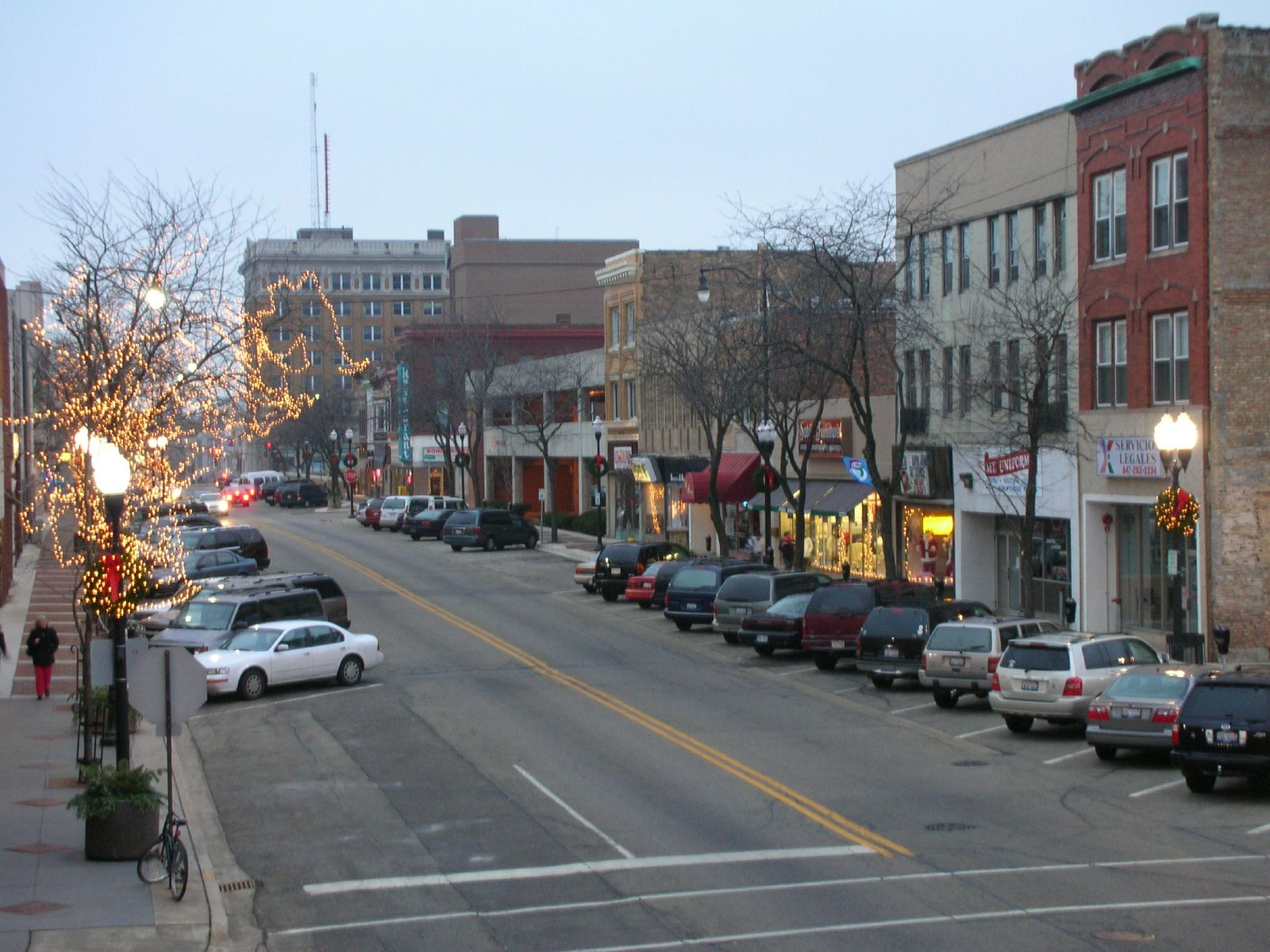
9 - وائوکگان، ایلینوی

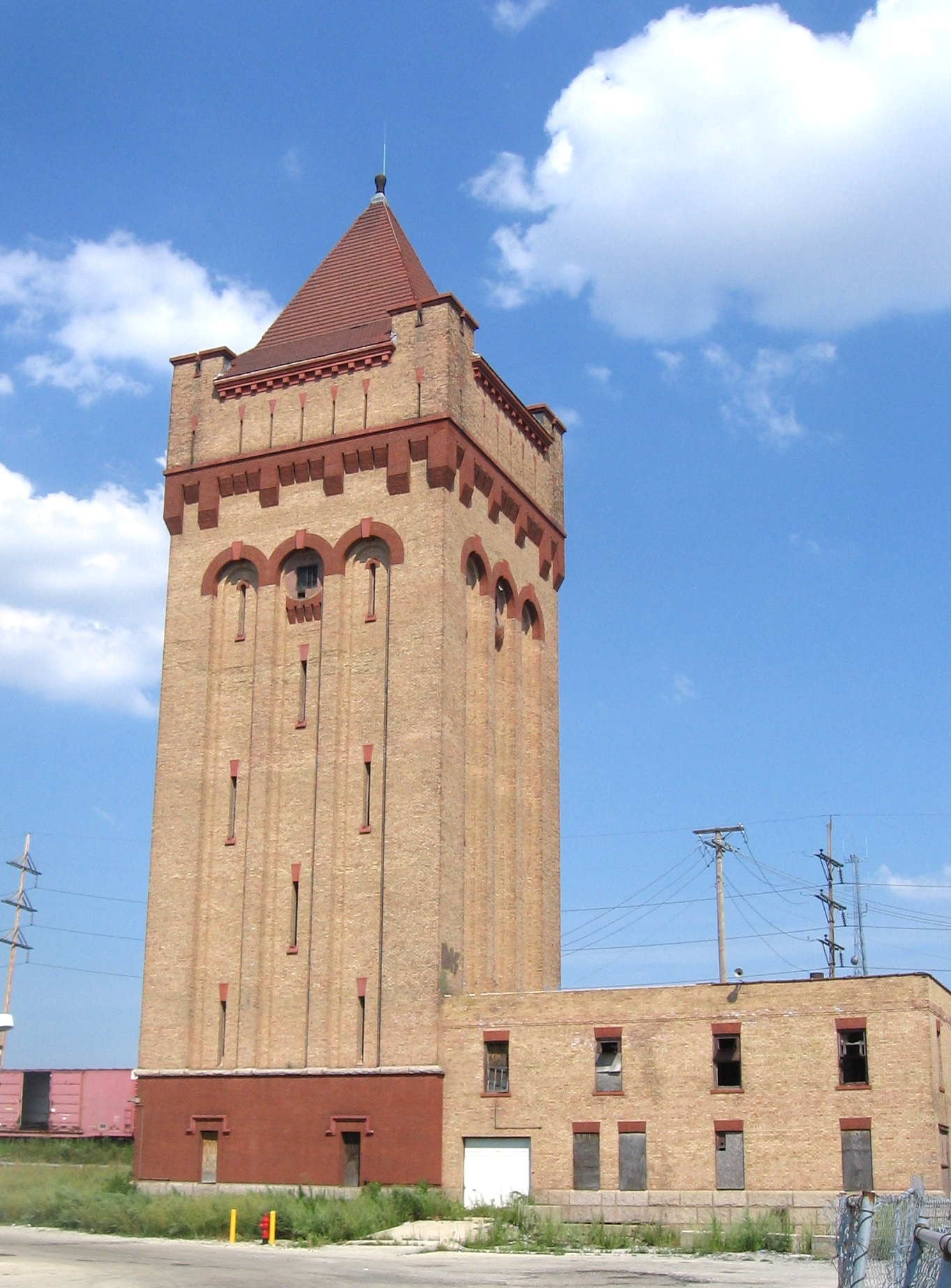
10 - Cicero

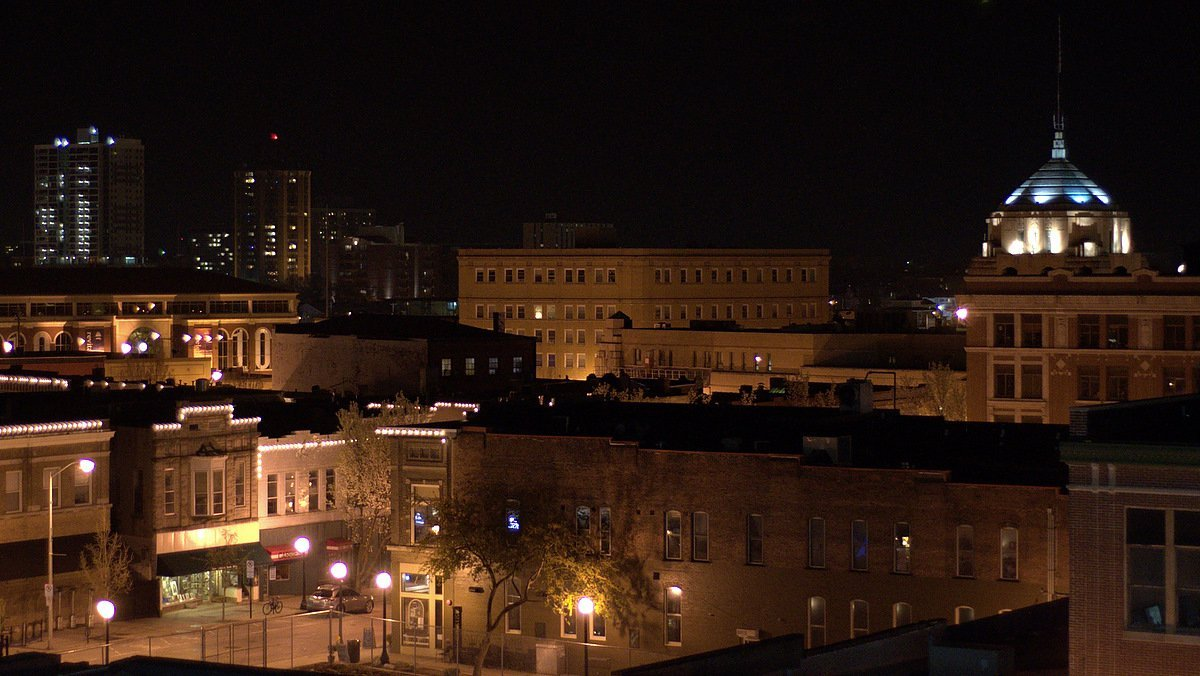
11 - شمپین، ایلینوی

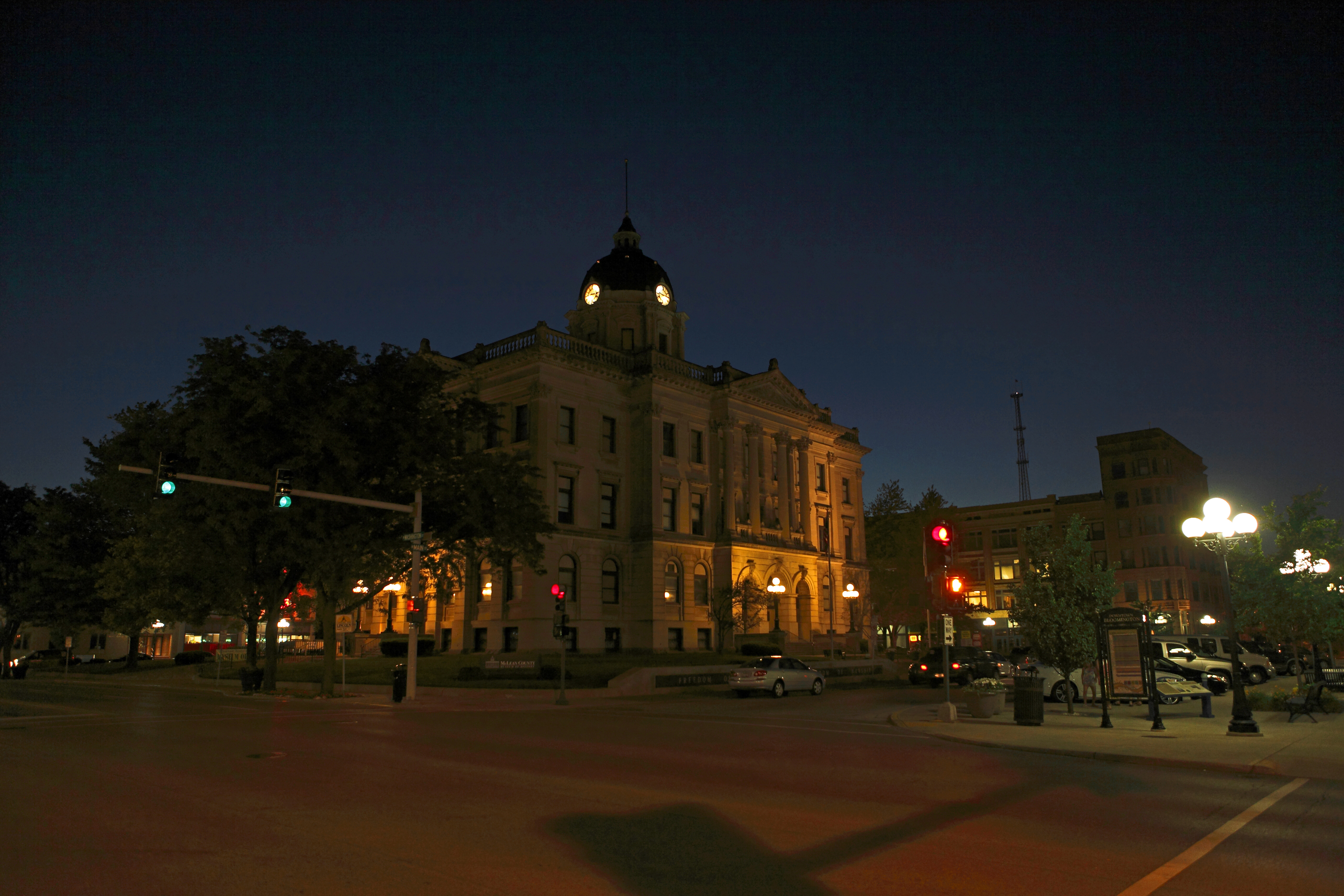
12 - بلومینگتون، ایلینوی

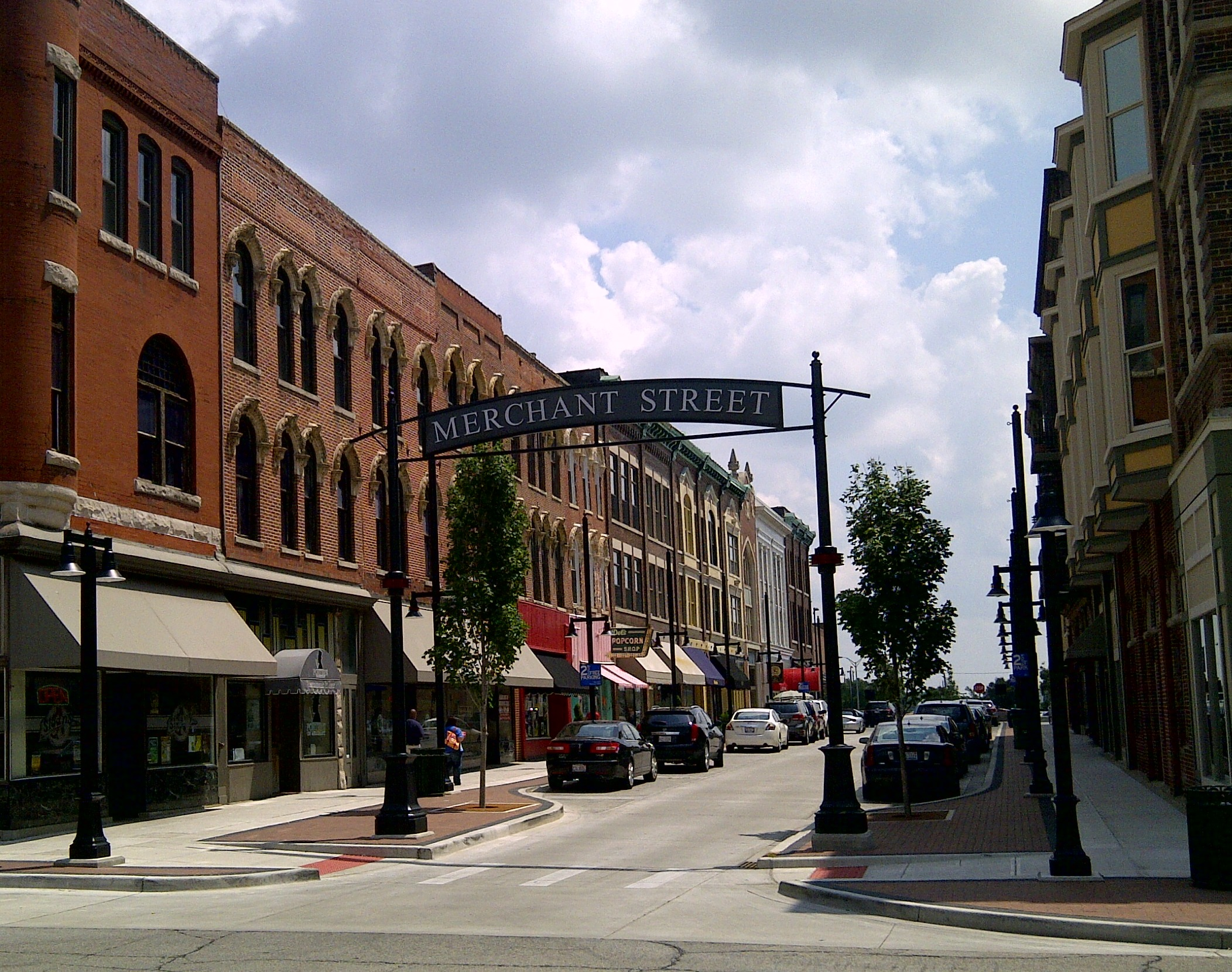
12 - دیکیتور، ایلینوی

†  مرکز شهرستان

  ††  فهرست پایتخت‌ها در ایالات متحده آمریکا و مرکز شهرستان

| رتبه | نام                     | جمعیت     | منطقه                     |
| ---- | ----------------------- | --------- | ------------------------- |
| ۱    | شیکاگو                  | ۲٬۶۹۵٬۵۹۸ | Cook                      |
| ۲    | Aurora                  | ۱۹۷٬۸۹۹   | Kane                      |
| ۳    | Rockford †              | ۱۵۲٬۸۷۱   | شهرستان وینه‌بگو           |
| ۴    | Joliet †                | ۱۴۷٬۴۳۳   | Will                      |
| ۵    | Naperville              | ۱۴۱٬۸۵۳   | DuPage                    |
| ۶    | Springfield ††          | ۱۱۶٬۲۵۰   | Sangamon                  |
| ۷    | Peoria †                | ۱۱۵٬۰۰۷   | Peoria                    |
| ۸    | Elgin                   | ۱۰۸٬۱۸۸   | Kane                      |
| ۹    | Waukegan †              | ۸۹٬۰۷۸    | Lake                      |
| ۱۰   | Cicero                  | ۸۳٬۸۹۱    | Cook                      |
| ۱۱   | Champaign               | ۸۱٬۰۵۵    | Champaign                 |
| ۱۲   | Bloomington †           | ۷۶٬۶۱۰    | شهرستان مک‌لین             |
| ۱۳   | Decatur †               | ۷۶٬۱۲۲    | شهرستان مکن               |
| ۱۴   | Arlington Heights       | ۷۵٬۱۰۱    | Cook                      |
| ۱۵   | اوانستون، ایلینوی       | ۷۴٬۴۸۶    | Cook                      |
| ۱۶   | Schaumburg              | ۷۴٬۲۲۷    | Cook                      |
| ۱۷   | Bolingbrook             | ۷۳٬۳۶۶    | Will                      |
| ۱۸   | Palatine                | ۶۸٬۵۵۷    | Cook                      |
| ۱۹   | Skokie                  | ۶۴٬۷۸۴    | Cook                      |
| ۲۰   | دس‌پلینز، ایلینوی        | ۵۸٬۳۶۴    | Cook                      |
| ۲۱   | Orland Park             | ۵۶٬۷۶۷    | Cook                      |
| ۲۲   | Tinley Park             | ۵۶٬۷۰۳    | Cook                      |
| ۲۳   | Oak Lawn                | ۵۶٬۶۹۰    | Cook                      |
| ۲۴   | بروین، ایلینوی          | ۵۶٬۶۵۷    | Cook                      |
| ۲۵   | Mount Prospect          | ۵۴٬۱۶۷    | Cook                      |
| ۲۶   | وئاتون، ایلینوی         | ۵۲٬۸۹۴    | DuPage                    |
| ۲۷   | Normal                  | ۵۲٬۴۹۷    | شهرستان مک‌لین             |
| ۲۸   | Hoffman Estates         | ۵۱٬۸۹۵    | Cook                      |
| ۲۹   | Oak Park                | ۵۱٬۸۷۸    | Cook                      |
| ۳۰   | Downers Grove           | ۴۷٬۸۳۳    | DuPage                    |
| ۳۱   | Glenview                | ۴۴٬۶۹۲    | Cook                      |
| ۳۲   | بلویل، ایلینوی          | ۴۴٬۴۷۸    | شهرستان سنت کلیر، ایلینوی |
| ۳۳   | المهرست، ایلینوی        | ۴۴٬۱۲۱    | DuPage                    |
| ۳۴   | دکالب، ایلینوی          | ۴۳٬۸۶۲    | DeKalb                    |
| ۳۵   | Moline                  | ۴۳٬۴۸۳    | Rock Island               |
| ۳۶   | Lombard                 | ۴۳٬۱۶۵    | DuPage                    |
| ۳۷   | Buffalo Grove           | ۴۱٬۴۹۶    | Lake                      |
| ۳۸   | Urbana †                | ۴۱٬۲۵۰    | Champaign                 |
| ۳۹   | Bartlett                | ۴۱٬۲۰۸    | Cook                      |
| ۴۰   | کریستال‌لیک، ایلینوی     | ۴۰٬۷۴۳    | McHenry                   |
| ۴۱   | کوئینسی، ایلینوی        | ۴۰٬۶۳۳    | شهرستان آدامز             |
| ۴۲   | Streamwood              | ۳۹٬۸۵۸    | Cook                      |
| ۴۳   | Carol Stream            | ۳۹٬۷۱۱    | DuPage                    |
| ۴۴   | Romeoville              | ۳۹٬۶۸۰    | Will                      |
| ۴۵   | Plainfield              | ۳۹٬۵۸۱    | Will                      |
| ۴۶   | راک‌آیلند، ایلینوی       | ۳۹٬۰۱۸    | Rock Island               |
| ۴۷   | Hanover Park            | ۳۷٬۹۷۳    | Cook                      |
| ۴۸   | Carpentersville         | ۳۷٬۶۹۱    | Kane                      |
| ۴۹   | Wheeling                | ۳۷٬۶۴۸    | Cook                      |
| ۵۰   | پارک‌ریج، ایلینوی        | ۳۷٬۴۸۰    | Cook                      |
| ۵۱   | کالومی‌سیتی، ایلینوی     | ۳۷٬۰۴۲    | Cook                      |
| ۵۲   | Addison                 | ۳۶٬۹۴۲    | DuPage                    |
| ۵۳   | Glendale Heights        | ۳۴٬۲۰۸    | DuPage                    |
| ۵۴   | پکین، ایلینوی           | ۳۴٬۰۹۴    | Tazewell                  |
| ۵۵   | Northbrook              | ۳۳٬۱۷۰    | Cook                      |
| ۵۶   | Elk Grove Village       | ۳۳٬۱۲۷    | Cook                      |
| ۵۷   | دنویل، ایلینوی          | ۳۳٬۰۲۷    | Vermilion                 |
| ۵۸   | سنت چارلز، ایلینوی      | ۳۲٬۹۷۴    | Kane                      |
| ۵۹   | Woodridge               | ۳۲٬۹۷۱    | DuPage                    |
| ۶۰   | نورث‌شیکاگو، ایلینوی     | ۳۲٬۵۷۴    | Lake                      |
| ۶۱   | گیلزبرگ، ایلینوی        | ۳۲٬۱۹۵    | Knox                      |
| ۶۲   | Gurnee                  | ۳۱٬۲۹۵    | Lake                      |
| ۶۳   | Mundelein               | ۳۱٬۰۶۴    | Lake                      |
| ۶۴   | Oswego                  | ۳۰٬۳۵۵    | شهرستان کندال             |
| ۶۵   | شیکاگو هایتز، ایلینوی   | ۳۰٬۲۷۶    | Cook                      |
| ۶۶   | Algonquin               | ۳۰٬۰۴۶    | McHenry                   |
| ۶۷   | Granite City            | ۲۹٬۸۴۹    | شهرستان مدیسن             |
| ۶۸   | Niles                   | ۲۹٬۸۰۳    | Cook                      |
| ۶۹   | هایلند پارک، ایلینوی    | ۲۹٬۷۶۳    | Lake                      |
| ۷۰   | Lake in the Hills       | ۲۸٬۹۶۵    | McHenry                   |
| ۷۱   | بوربانک، ایلینوی        | ۲۸٬۹۲۵    | Cook                      |
| ۷۲   | Lansing                 | ۲۸٬۳۳۱    | Cook                      |
| ۷۳   | اوفالون، ایلینوی        | ۲۸٬۲۸۱    | شهرستان سنت کلیر، ایلینوی |
| ۷۴   | Round Lake Beach        | ۲۸٬۱۷۵    | Lake                      |
| ۷۵   | اوک‌فارست، ایلینوی       | ۲۷٬۹۶۲    | Cook                      |
| ۷۶   | آلتون، ایلینوی          | ۲۷٬۸۶۵    | شهرستان مدیسن             |
| ۷۷   | کانکاکی، ایلینوی        | ۲۷٬۵۳۷    | شهرستان کنکاکی            |
| ۷۸   | Glen Ellyn              | ۲۷٬۴۵۰    | DuPage                    |
| ۷۹   | Wilmette                | ۲۷٬۰۸۷    | Cook                      |
| ۸۰   | وست شیکاگو، ایلینوی     | ۲۷٬۰۸۶    | DuPage                    |
| ۸۱   | ایست سنت لوئیس، ایلینوی | ۲۷٬۰۰۶    | شهرستان سنت کلیر، ایلینوی |
| ۸۲   | مک‌هنری، ایلینوی         | ۲۶٬۹۹۲    | McHenry                   |
| ۸۳   | بتیویا، ایلینوی         | ۲۶٬۰۴۵    | Kane                      |
| ۸۴   | کاربوندیل، ایلینوی      | ۲۵٬۹۰۲    | شهرستان جکسون             |
| ۸۵   | فری‌پورت، ایلینوی        | ۲۵٬۶۳۸    | Stephenson                |
| ۸۶   | بلویدر، ایلینوی         | ۲۵٬۵۸۵    | شهرستان بونی              |
| ۸۷   | کلینزویل، ایلینوی       | ۲۵٬۵۷۹    | شهرستان مدیسن             |
| ۸۸   | Melrose Park            | ۲۵٬۴۱۱    | Cook                      |
| ۸۹   | هاروی، ایلینوی          | ۲۵٬۲۸۲    | Cook                      |
| ۹۰   | Vernon Hills            | ۲۵٬۱۱۳    | Lake                      |
| ۹۱   | Elmwood Park            | ۲۴٬۸۸۳    | Cook                      |
| ۹۲   | لاک‌پورت، ایلینوی        | ۲۴٬۸۳۹    | Will                      |
| ۹۳   | وودستوک، ایلینوی        | ۲۴٬۷۷۰    | McHenry                   |
| ۹۴   | Westmont                | ۲۴٬۶۸۵    | DuPage                    |
| ۹۵   | زیون، ایلینوی           | ۲۴٬۴۱۳    | Lake                      |
| ۹۶   | New Lenox               | ۲۴٬۳۹۴    | Will                      |
| ۹۷   | ادواردزویل، ایلینوی     | ۲۴٬۲۹۳    | شهرستان مدیسن             |
| ۹۸   | Huntley                 | ۲۴٬۲۹۱    | McHenry                   |
| ۹۹   | Homer Glen              | ۲۴٬۲۲۰    | Will                      |
| ۱۰۰  | رولینگ‌مدوز، ایلینوی     | ۲۴٬۰۹۹    | Cook                      |
| ۱۰۱  | Maywood                 | ۲۴٬۰۹۰    | Cook                      |
| ۱۰۲  | لاوز پارک، ایلینوی      | ۲۳٬۹۹۶    | شهرستان وینه‌بگو           |
| ۱۰۳  | بلو آیلند، ایلینوی      | ۲۳٬۷۰۶    | Cook                      |
| ۱۰۴  | Machesney Park          | ۲۳٬۴۹۹    | شهرستان وینه‌بگو           |
| ۱۰۵  | ایست پیوریا، ایلینوی    | ۲۳٬۴۰۲    | Tazewell                  |
| ۱۰۶  | Morton Grove            | ۲۳٬۲۷۰    | Cook                      |
| ۱۰۷  | Dolton                  | ۲۳٬۱۵۳    | Cook                      |
| ۱۰۸  | Roselle                 | ۲۲٬۷۶۳    | DuPage                    |
| ۱۰۹  | Lisle                   | ۲۲٬۳۹۰    | DuPage                    |
| ۱۱۰  | دارین، ایلینوی          | ۲۲٬۰۸۶    | DuPage                    |
| ۱۱۱  | South Holland           | ۲۲٬۰۳۰    | Cook                      |
| ۱۱۲  | Bloomingdale            | ۲۲٬۰۱۸    | DuPage                    |
| ۱۱۳  | South Elgin             | ۲۱٬۹۸۵    | Kane                      |
| ۱۱۴  | Park Forest             | ۲۱٬۹۷۵    | Cook                      |
| ۱۱۵  | Villa Park              | ۲۱٬۹۰۴    | DuPage                    |
| ۱۱۶  | چارلزتون، ایلینوی       | ۲۱٬۸۳۸    | Coles                     |
| ۱۱۷  | ژنو، ایلینوی            | ۲۱٬۴۹۵    | Kane                      |
| ۱۱۸  | ایست مولین، ایلینوی     | ۲۱٬۳۰۲    | Rock Island               |
| ۱۱۹  | Grayslake               | ۲۰٬۹۵۷    | Lake                      |
| ۱۲۰  | کرست‌هیل، ایلینوی        | ۲۰٬۸۳۷    | Will                      |
| ۱۲۱  | Libertyville            | ۲۰٬۳۱۵    | Lake                      |
| ۱۲۲  | Evergreen Park          | ۱۹٬۸۵۲    | Cook                      |
| ۱۲۳  | Lake Zurich             | ۱۹٬۶۳۱    | Lake                      |
| ۱۲۴  | جکسون‌ویل، ایلینوی       | ۱۹٬۴۴۶    | Morgan                    |
| ۱۲۵  | لیک فورست، ایلینوی      | ۱۹٬۳۷۵    | Lake                      |
| ۱۲۶  | Homewood                | ۱۹٬۳۲۳    | Cook                      |
| ۱۲۷  | ماکوم، ایلینوی          | ۱۹٬۲۸۸    | McDonough                 |
| ۱۲۸  | Alsip                   | ۱۹٬۲۷۷    | Cook                      |
| ۱۲۹  | Bellwood                | ۱۹٬۰۷۱    | Cook                      |
| ۱۳۰  | Matteson                | ۱۹٬۰۰۹    | Cook                      |
| ۱۳۱  | Brookfield              | ۱۸٬۹۷۸    | Cook                      |
| ۱۳۲  | اتاوا، ایلینوی          | ۱۸٬۷۶۸    | LaSalle                   |
| ۱۳۳  | Mokena                  | ۱۸٬۷۴۰    | Will                      |
| ۱۳۴  | Bourbonnais             | ۱۸٬۶۳۱    | شهرستان کنکاکی            |
| ۱۳۵  | متون، ایلینوی           | ۱۸٬۵۵۵    | Coles                     |
| ۱۳۶  | Montgomery              | ۱۸٬۴۳۸    | Kane                      |
| ۱۳۷  | Bensenville             | ۱۸٬۳۵۲    | DuPage                    |
| ۱۳۸  | Franklin Park           | ۱۸٬۳۳۳    | Cook                      |
| ۱۳۹  | Round Lake              | ۱۸٬۲۸۹    | Lake                      |
| ۱۴۰  | Cary                    | ۱۸٬۲۷۱    | McHenry                   |
| ۱۴۱  | Deerfield               | ۱۸٬۲۲۵    | Cook                      |
| ۱۴۲  | Godfrey                 | ۱۷٬۹۸۲    | شهرستان مدیسن             |
| ۱۴۳  | Frankfort               | ۱۷٬۷۸۲    | Will                      |
| ۱۴۴  | سیکامور، ایلینوی        | ۱۷٬۵۱۹    | DeKalb                    |
| ۱۴۵  | پالوس‌هیلز، ایلینوی      | ۱۷٬۴۸۴    | Cook                      |
| ۱۴۶  | ماریون، ایلینوی         | ۱۷٬۱۹۳    | شهرستان ویلیامسون         |
| ۱۴۷  | فیرویو هایتز، ایلینوی   | ۱۷٬۰۷۸    | شهرستان سنت کلیر، ایلینوی |
| ۱۴۸  | Yorkville †             | ۱۶٬۹۲۱    | شهرستان کندال             |
| ۱۴۹  | Hinsdale                | ۱۶٬۸۱۶    | Cook                      |
| ۱۵۰  | North Aurora            | ۱۶٬۷۶۰    | Kane                      |